# 2 centesimi di lira italiana
2 centesimi di lira (L. 0,02) è uno dei tagli delle monete in lire italiane. Come le monete da 1, 5 e 10 centesimi coeve, fu fatto di una lega di bronzo composta dal 960‰ di rame e dal 40‰ di stagno. Le monete da 2 centesimi sono state coniate tra il 1861 e il 1917, per poi essere ritirate dalla circolazione nel 1924.

## Vittorio Emanuele II - Re eletto
La prima serie di monete da 2 centesimi fu coniata nel 1859  alla zecca di Birmingham, con una tiratura di 11.012.300 pezzi. Queste monete erano in rame 950 e avevano un diametro di 20 mm, un peso di 2 grammi e il bordo liscio. Il dritto raffigurava, al centro, lo stemma reale e la legenda VITTORIO EMANUELE II RE ELETTO. Sul rovescio vi era il valore (2 centesimi), l'anno e la legenda GOVERNO DELLA TOSCANA. L’incisore della moneta è Luigi Gori.

## 2 centesimi di lira italiana
Subito dopo esser stata proclamato il Regno d'Italia, nel 1861, con Vittorio Emanuele II sul trono, si riprese subito a coniare monete con questo valore. Le monete erano in rame 960 e mantenevano le stesse dimensioni e il contorno liscio della serie del 1859.  Furono coniate a Milano e Napoli nel 1861, nel 1862 solo a Napoli e infine a Milano e Torino nel 1867. Il dritto raffigurava il profilo di Vittorio Emanuele II rivolto verso sinistra e la legenda VITTORIO EMANUELE II RE D'ITALIA. Sul rovescio vi era il valore e l'anno entro una ghirlanda di rami di ulivo e quercia.
Dal 1895 al 1900 si riprese a coniare, alla Zecca di Roma, monete dal valore di 2 centesimi. Queste erano ancora in rame 960 e avevano ancora un diametro di 20 mm, un peso da 2 grammi e il bordo liscio. Il dritto riportava il profilo del nuovo re Umberto I rivolto verso sinistra e la legenda UMBERTO I RE D'ITALIA; in alcune monete coniate nel 1897 e nel 1900 sotto il collo del re vi è una S. Sul retro è riportato il valore, l'anno e in basso, la lettera R che indica la zecca di Roma, il tutto contornato da una ghirlanda di ulivo e quercia. Nell'anno 1899 non vennero coniate monete di questo valore.
Tre anni dopo la salita al trono di Vittorio Emanuele III, dal 1903 e fino al 1908, nella zecca romana vennero coniate nuovamente delle monete di questo valore, che differivano dalla serie precedente soltanto per il profilo di Vittorio Emanuele III invece di quello di Umberto I e la legenda VITTORIO EMANUELE III RE D'ITALIA.
Dal 1908 al 1912 e dal 1914 al 1917 si coniarono monete di una serie differente da quelle precedenti. Queste, sempre coniate a Roma, avevano le stesse caratteristiche di quelle precedenti, ma sul dritto c'era il profilo del re Vittorio Emanuele III rivolto verso sinistra e la legenda VITTORIO EMANUELE III RE D'ITALIA e sul retro l'anno, il valore, e la dea Italia sulla prora di una nave e un ramoscello in mano. In alcune monete del 1915 la dea Italia ha quattro mani anziché due; ciò è dovuto a una doppia battitura. 
Dopo il 1917 non furono più coniate monete dal valore di 2 centesimi a causa dell’inflazione provocata dalla prima guerra mondiale.
| Immagine | Descrizione                                                                                                   | Descrizione | Anni di coniazione | Autore            | Autore            | Parametri tecnici | Parametri tecnici | Parametri tecnici      | Bordo  |
| Immagine | Dritto | Rovescio | Anni di coniazione | Modellista        | Incisore          | Peso              | Diametro          | Composizione           | Bordo  |
| -------- | --- | --- | ------------------ | ----------------- | ----------------- | ----------------- | ----------------- | ---------------------- | ------ |
|          | Vittorio Emanuele II Re d'Italia, testa nuda del re, in basso la lettera F • per l'incisore Giuseppe Ferraris | 2 Centesimi, tra rami di alloro e quercia legati in basso con un fiocco e in alto la stella d'Italia. In basso il marchio della zecca: M (Milano), N (Napoli), T (Torino)                                | 1861–1867          | Giuseppe Ferraris | Giuseppe Ferraris | 2 g               | 20 mm             | Bronzo: Cu 960‰ Sn 40‰ | Liscio |
|          | Umberto I Re d'Italia, testa nuda del re, in basso la lettera S • per l'incisore Filippo Speranza             | 2 Centesimi, tra rami di alloro e quercia legati in basso con un fiocco e in alto la stella d'Italia, in basso il marchio di zecca R (Roma)                                                              | 1895–1900          | Filippo Speranza  | Filippo Speranza  | 2 g               | 20 mm             | Bronzo: Cu 960‰ Sn 40‰ | Liscio |
|          | Vittorio Emanuele III Re d'Italia, testa nuda del re, in basso S • per l'incisore Filippo Speranza            | 2 Centesimi, tra rami di alloro e quercia legati in basso con un fiocco e in alto la stella d'Italia, in basso il marchio di zecca R (Roma)                                                              | 1903–1908          | Filippo Speranza  | Filippo Speranza  | 2 g               | 20 mm             | Bronzo: Cu 960‰ Sn 40‰ | Liscio |
|          | Vittorio • Emanuele • III • Re • d'Italia, busto del re con uniforme                                          | Cent. 2, allegoria dell'Italia con un ramo d'ulivo sulla prua di una nave rostrata. Sulla punta della prua è presente il marchio di zecca R (Roma) e sulla fiancata le sigle degli autori, P.C.M e L.G.I | 1908–1917          | Pietro Canonica   | Luigi Giorgi      | 2 g               | 20 mm             | Bronzo: Cu 960‰ Sn 40‰ | Liscio |